# Scabioseae
Scabioseae, tribus kozokrvnica raširen po Euroaziji i Africi. Pripadaju mu dva dva ili tri roda sa oko 100 priznatih vrsta.
Rod Sixalix nije uvuijewk priznat i ponekad ga se uključuje u Scabiosa. Predstavnici u Hrvatskoj su perasta rešetarka (Pterocephalus plumosus) i nekoliko vrsta zvjezdoglavki.

## Rodovi
1. Pterocephalus Vaill. ex Adans. (33 spp.)
2. Scabiosa L. (56 spp.)
3. Sixalix Raf. (13 spp.)